# ضباط 8 أبريل

ضباط 8 أبريل في ميدان التحرير قبيل اعتقالهم

ضباط 8 أبريل هم مجموعة من 21 ضابطًا في القوات المسلحة المصرية، شاركوا في تظاهرات جمعة 8 أبريل 2011، هذه الجمعة التي عرفت باسم جمعة المحاكمة والتطهير. شعر هؤلاء الضباط بأن المجلس العسكري وخاصه المشير محمد حسين طنطاوي يتلاعب بمطالب الثورة، ويتعمد تصفيتها معنويًا وماديًا، فقرروا الانضمام إلى المتظاهرين في ميدان التحرير يوم 8 أبريل 2011.

ألقي القبض عليهم في فض عنيف لاعتصامهم مع أهالي الشهداء والألاف من الثوار وشارك في الهجوم قوات الشرطة العسكرية والمظلات وظهر معهم قوات الأمن المركزي لأول مرة منذ اختفاءهم يوم 28 يناير 2011 ، وحكم على 13 منهم بالسجن مدة 10 سنوات «خُففت بعد ذلك من عام إلى ثلاثة أعوام ولم يتم التصديق بعد على الأحكام حتى اللحظة»، والباقون في انتظار الحكم.

## أسماء ضباط 8 أبريل
- مقدم / إياد إمام
- رائد / رامى على الشماخ
- رائد / محمد عبد القادر
- نقيب / إبراهيم الشرع
- ملازم أول / أحمد أبو الحسن
- ملازم أول / محمود سامي بدير
- ملازم أول / أحمد الخولي
- ملازم أول / عصام خيرى بدران
- مقدم / خالد الخولي
- ملازم أول / محمد رفعت
- ملازم أول / إبراهيم الجعفري
- ملازم أول / مصطفى عبد المجيد
- ملازم أول / حسين سعد
- رائد / حسن عبد الحميد
- ملازم أول / أحمد رشاد
- ملازم أول / أحمد سمير
- رائد / محمد عمر
- ملازم أول / ياسر بخاتي
- ملازم أول / محمد الحنفي
- ملازم أول / رامي أحمد
- نقيب / محمد طارق الوديع
- نقيب / محمد فهمي

## أسباب نزولهم (مطالبهم)
تتلخص مطالب الشعب المصري المؤيدة من قبل ضباط 8 أبريل في
1. تولى مجلس رئاسى مدني قيادة البلاد وعودة القوات المسلحة لعملها في حفظ الأمن والدفاع عن مصر.
2. سرعه القبض على الرئيس المخلوع محمد حسنى مبارك وعائلته وأعوانه الفاسدين ومحاكمتهم على ما اقترفوه من جرائم في حق الشعب.
3. إقالة النائب العام الذي إدعوا أنه ثبت تواطؤه في إجراء التحقيقات، وتعيين جهاز قضائي مستقل حر ونزيه لمحاكمة رجال النظام السابق.
4. إقالة نائب رئيس الوزراء يحيى الجمل، بعد سقطاته المتكررة وما أحدثه من فتن، وفشله في إدارة الحوار الوطني.
5. إقالة ومحاكمة وتطهير الأجهزة الأمنية والحكم المحلي، وسرعة الإفراج عن جميع السجناء السياسيين وتعويضهم.
6. سرعة حل المحليات وتحديد موعد قريب لاجراء انتخابات المحليات على أسس سليمة.
7. استكمال تطهير المؤسسات الاعلامية والصحفية وكافة الوزارات والمؤسسات الرسمية والبنوك من رموز النظام السابق ومحاكمة الفاسدين منهم.
8. إقالة رؤساء الجامعات وعمداء الكليات المعينين من قبل أمن الدولة وانتخاب الأكفأ، وإصلاح نظام التعليم.
9. سرعة سن قانون لتحديد حد أدنى وأقصى للأجور للقضاء على كافة صور المظاهرات الفئوية.

## القبض عليهم
تم القبض عليهم في فض اعتصام ميدان التحرير فجر يوم السبت 9 إبريل.

## محاولات الإفراج عنهم
تضامنت الكثير من القوى الثورية و‌الائتلاف العام للثورة والكيانات الثورية مع ضباط 8 إبريل و‌ضباط 27 مايو  واستمر أهالي ضباط 8 إبريل بالتظاهر مطالبين بإطلاق سراحهم والعفو الشامل عنهم لإنهم لم يرتكبوا أي جريمة وإنما فقط نزلوا لمسانده الثورة  

ونظمت حركة ضباط 8 إبريل وقفه كل يوم خميس أمام وزاره الدفاع مطالبين بالإفراج والعفو الشامل عنهم.

تنظم حركة ضباط 8 أبريل حمله لجمع توقيعات (حمله جمع المليون توقيع) للإفراج عن الضباط

بدء ضباط 8 أبريل إضرابهم المفتوح عن الطعام كوسيله مبدئيه للضغط لتنفيذ مطالبهم. وما قاموا به مخالف لقوانين الجيش المصري حيث يمنع التظاهر بملابس الجيش الرسمية ويمنع أي فرد يتواجد في الجيش المصري من ممارسة السياسة.

## وصلات خارجية
لم يتم العثور على روابط لمواقع التواصل الاجتماعي.